# Aircargo Agliana Calcio Femminile 2005-2006
Questa voce raccoglie le informazioni riguardanti la Aircargo Agliana Calcio Femminile nelle competizioni ufficiali della stagione 2005-2006.

## Organigramma societario
- Mauro Cherubini - Consigliere
- Paolo Martinelli - Consigliere
- Roberto Becheroni - Segretario
- Noemi Diamantini, Alessandro Giuntoli - Addetti stampa
- Aircargo Italia - Sponsor

- Gabriele Toschi - Preparatore atletico
- Danilo Bianchi - Preparatore dei portieri
- Giampaolo Fagni - Fisioterapista

## Rosa
Rosa e ruoli tratti da Il Tirreno, aggiornati al 17 agosto 2005.
| N. |                   | Ruolo | Calciatrice          |
| -- | ----------------- | ----- | -------------------- |
|    | Italia (bandiera) | P     | Michela Cupido       |
|    | Italia (bandiera) | P     | Antonella Frediani   |
|    | Italia (bandiera) | D     | Chiara Cacciatori    |
|    | Italia (bandiera) | D     | Chiara Lobbia        |
|    | Italia (bandiera) | D     | Elisa Passaglia      |
|    | Italia (bandiera) | D     | Sara Staropoli       |
|    | Italia (bandiera) | D     | Cristina Ugolini     |
|    | Italia (bandiera) | C     | Silvia Baldi         |
|    | Italia (bandiera) | C     | Arianna D'Agostino   |
|    | Italia (bandiera) | C     | Caterina Di Costanzo |

| N. |                   | Ruolo | Calciatrice       |
| -- | ----------------- | ----- | ----------------- |
|    | Italia (bandiera) | C     | Sara Ercoli       |
|    | Italia (bandiera) | C     | Paola Mauro       |
|    | Italia (bandiera) | C     | Carolina Pini     |
|    | Italia (bandiera) | C     | Ilaria Pizzichi   |
|    | Italia (bandiera) | C     | Veronica Tardelli |
|    | Italia (bandiera) | A     | Serena Ciardelli  |
|    | Italia (bandiera) | A     | Silvia Fuselli    |
|    | Italia (bandiera) | A     | Katia La Morte    |
|    | Italia (bandiera) | A     | Elena Priami      |

## Calciomercato

### Sessione estiva
| Acquisti | Acquisti        | Acquisti         | Acquisti |
| R.       | Nome            | da               | Modalità |
| -------- | --------------- | ---------------- | -------- |
| D        | Elisa Passaglia | Atletico Lucca 7 |          |

| Cessioni | Cessioni         | Cessioni | Cessioni |
| R.       | Nome             | a        | Modalità |
| -------- | ---------------- | -------- | -------- |
| C        | Monica Colombino | ritirata |          |

## Risultati

### Serie A

#### Girone di andata
| Agliana 9 ottobre 2005, ore 15:00 CEST 1ª giornata                 | Agliana   | 1 – 2 referto         | ACF Milan | Stadio comunale Germano Bellucci |
| \| \| \| \| \| Ercoli 86’ \| Marcatori \| 45’ Piolanti 73’ Cama \| |           |                       |           |                                  |
|                                                                    |           |                       |           |                                  |
| Ercoli 86’                                                         | Marcatori | 45’ Piolanti 73’ Cama |           |                                  |

| Senigallia 15 ottobre 2005, ore 15:00 CEST 2ª giornata  | Vigor Senigallia | 1 – 2 referto | Agliana | Stadio Goffredo Bianchelli |
| \| \| \| \| \| Tagliabracci 40’, 58’ \| Marcatori \| \| |                  |               |         |                            |
|                                                         |                  |               |         |                            |
| Tagliabracci 40’, 58’                                   | Marcatori        |               |         |                            |

| Agliana 22 ottobre 2005, ore 15:00 CEST 3ª giornata                        | Agliana   | 2 – 1 referto     | Reggiana | Stadio comunale Germano Bellucci |
| \| \| \| \| \| Mauro 7’ Ciardelli 51’ \| Marcatori \| 28’ (rig.) Giugni \| |           |                   |          |                                  |
|                                                                            |           |                   |          |                                  |
| Mauro 7’ Ciardelli 51’                                                     | Marcatori | 28’ (rig.) Giugni |          |                                  |

| Arbitro: | Ros (Pordenone) |

|             |           |                           |
| Bologna 76’ | Marcatori | 9’ Tardelli 56’ Ciardelli |

| Arbitro: | Baldaccini (Genova) |

|               |           |                                       |
| Ciardelli 65’ | Marcatori | 18’, 90+1’ Pedersen 83’ (rig.) Ceroni |

| Arbitro: | Mallo |

|                                      |           |                                   |
| Bellucci 23’ Lanzieri 68’ Sodini 73’ | Marcatori | 27’, 40’ Baldi 67’ (rig.) Fuselli |

| Arbitro: | Davide Prestia (Genova) |

|               |           |           |
| Ciardelli 34’ | Marcatori | 61’ Greco |

| Arbitro: | Andrea Zambelli (Brescia) |

|                                   |           |               |
| Riboldi 52’, 69’, 74’ Ravasio 89’ | Marcatori | 56’ Ciardelli |

| Arbitro: | Rovida |

|                                                  |           |             |
| Zorri 15’ (rig.), 57’, 73’ Panico 60’ Pasqui 67’ | Marcatori | 4’ Tardelli |

| Arbitro: | Scremin |

|                                                          |           |  |
| Baldi 17’, 75’ Fuselli 34’, 43’ Ugolini 53’ Pizzichi 58’ | Marcatori |  |

| 28 gennaio 2006, ore 14:30 CET 11ª giornata | Bardolino Verona | 1 – 0 | Agliana |  |
| \| \| \| \| \| Boni \| Marcatori \| \|      |                  |       |         |  |
|                                             |                  |       |         |  |
| Boni                                        | Marcatori        |       |         |  |

#### Girone di ritorno
| Arbitro: | Claudio Lanza (Nichelino) |

|           |           |  |
| Croce 39’ | Marcatori |  |

| Arbitro: | Michele Chiantini (Pisa) |

|                                       |           |                               |
| Fuselli 38’ Ciardelli 45+1’ Mauro 83’ | Marcatori | 52’ Pagnetti 61’ Tagliabracci |

| Arbitro: | Provesi (Treviglio) |

|  |           |             |
|  | Marcatori | 91’ Fuselli |

| Arbitro: | Scremin (Genova) |

|             |           |  |
| Fuselli 64’ | Marcatori |  |

| Arbitro: | Scanu (Guspini) |

|          |           |  |
| Tona 67’ | Marcatori |  |

| Arbitro: | Simone Panizzi (Città di Castello) |

|                       |           |  |
| Fuselli 17’, 27’, 75’ | Marcatori |  |

| Arbitro: | Claudio Lanza (Nichelino) |

|                                |           |  |
| D'Adda 25’ (rig.) Paliotti 83’ | Marcatori |  |

| Agliana 1º maggio 2006, ore 15:00 CEST 19ª giornata | Agliana | 0 – 0 referto | Atalanta | Stadio comunale Germano Bellucci (ca. 250 spett.) |

| Arbitro: | Matteo Pinardi |

|                                      |           |                                         |
| Di Costanzo 36’ (rig.) Ciardelli 52’ | Marcatori | 9’ Pasqui 56’ (rig.) Zorri 90+2’ Panico |

| Arbitro: | Antonio Marongiu (Sassari) |

|  |           |                            |
|  | Marcatori | 3’ Mauro 18’, 24’ Pizzichi |

| Agliana 20 maggio 2006, ore 15:00 CEST 22ª giornata  | Agliana   | 0 – 1 referto      | Bardolino Verona | Stadio com. Germano Bellucci (ca. 200 spett.) |
| \| \| \| \| \| \| Marcatori \| 76’ (aut.) Cagetti \| |           |                    |                  |                                               |
|                                                      |           |                    |                  |                                               |
|                                                      | Marcatori | 76’ (aut.) Cagetti |                  |                                               |

### Coppa Italia

#### Primo turno
Girone 5
| Senigallia 3 settembre 2005 | Vigor Senigallia | 0 – 1 | Agliana | Stadio Goffredo Bianchelli |

| Arbitro: | Marsili (Viareggio) |

|               |           |  |
| Ciardelli 22’ | Marcatori |  |

| 18 settembre 2005 | Romagna | 0 – 1 | Agliana |  |

| Agliana 21 gennaio 2006, ore 14:30 CET | Agliana | 2 – 0 | Firenze | Stadio comunale Germano Bellucci |

#### Quarti di finale
| Agliana 25 febbraio 2006 | Agliana | 1 – 0 | ACF Milan | Stadio comunale Germano Bellucci |

#### Semifinali
| Arbitro: | Palmisano |

|          |           |                                             |
| Donà 21’ | Marcatori | 36’ Fuselli 66’ (aut.) Minisini 69’ Ugolini |

#### Finale
| Reggio Calabria 25 maggio 2006, ore 21:00 CEST Finale                                         | Bardolino Verona | 4 – 1 referto | Agliana | Stadio Parco Longhi Bovetto |
| \| \| \| \| \| Brumana 10’ Camporese 46’ Gabbiadini 60’, 75’ \| Marcatori \| 53’ Ciardelli \| |                  |               |         |                             |
|                                                                                               |                  |               |         |                             |
| Brumana 10’ Camporese 46’ Gabbiadini 60’, 75’                                                 | Marcatori        | 53’ Ciardelli |         |                             |

## Statistiche

### Statistiche di squadra
| Competizione | Punti | In casa | In casa | In casa | In casa | In casa | In casa | In trasferta | In trasferta | In trasferta | In trasferta | In trasferta | In trasferta | Totale | Totale | Totale | Totale | Totale | Totale | DR |
| Competizione | Punti | G       | V       | N       | P       | Gf      | Gs      | G            | V            | N            | P            | Gf           | Gs           | G      | V      | N      | P      | Gf     | Gs     | DR |
| ------------ | ----- | ------- | ------- | ------- | ------- | ------- | ------- | ------------ | ------------ | ------------ | ------------ | ------------ | ------------ | ------ | ------ | ------ | ------ | ------ | ------ | -- |
| Serie A      | 27    | 11      | 5       | 2       | 4       | 20      | 13      | 11           | 3            | 1            | 7            | 11           | 20           | 22     | 8      | 3      | 11     | 31     | 33     | -2 |
| Coppa Italia | -     | 3       | 3       | 0       | 0       | 4       | 0       | 4            | 3            | 0            | 1            | 6            | 5            | 7      | 6      | 0      | 1      | 10     | 5      | +5 |
| Totale       | -     | 14      | 8       | 2       | 4       | 24      | 13      | 15           | 6            | 1            | 8            | 17           | 25           | 29     | 14     | 3      | 12     | 41     | 38     | +3 |

### Statistiche delle giocatrici
| Giocatore      | Serie A  | Serie A | Serie A     | Serie A    | Coppa Italia | Coppa Italia | Coppa Italia | Coppa Italia | Totale   | Totale | Totale      | Totale     |
| Giocatore      | Presenze | Reti    | Ammonizioni | Espulsioni | Presenze     | Reti         | Ammonizioni  | Espulsioni   | Presenze | Reti   | Ammonizioni | Espulsioni |
| -------------- | -------- | ------- | ----------- | ---------- | ------------ | ------------ | ------------ | ------------ | -------- | ------ | ----------- | ---------- |
| S. Baldi       | ?        | 4       | ?           | ?          | ?            | ?            | ?            | ?            | ?        | 4+     | ?           | ?          |
| C. Cacciatori  | ?        | 0       | ?           | ?          | ?            | ?            | ?            | ?            | ?        | 0+     | ?           | ?          |
| ?. Cagetti     | ?        | 1       | ?           | ?          | ?            | ?            | ?            | ?            | ?        | 1+     | ?           | ?          |
| S. Ciardelli   | ?        | 7       | ?           | ?          | ?            | ?            | ?            | ?            | ?        | 7+     | ?           | ?          |
| M. Cupido      | ?        | -?      | ?           | ?          | ?            | ?            | ?            | ?            | ?        | 0+     | ?           | ?          |
| A. D'Agostino  | ?        | 0       | ?           | ?          | ?            | ?            | ?            | ?            | ?        | 0+     | ?           | ?          |
| C. Di Costanzo | ?        | 1       | ?           | ?          | ?            | ?            | ?            | ?            | ?        | 1+     | ?           | ?          |
| S. Ercoli      | ?        | 1       | ?           | ?          | ?            | ?            | ?            | ?            | ?        | 1+     | ?           | ?          |
| A. Frediani    | ?        | -?      | ?           | ?          | ?            | ?            | ?            | ?            | ?        | 0+     | ?           | ?          |
| S. Fuselli     | ?        | 9       | ?           | ?          | ?            | ?            | ?            | ?            | ?        | 9+     | ?           | ?          |
| K. La Morte    | ?        | 0       | ?           | ?          | ?            | ?            | ?            | ?            | ?        | 0+     | ?           | ?          |
| C. Lobbia      | ?        | 0       | ?           | ?          | ?            | ?            | ?            | ?            | ?        | 0+     | ?           | ?          |
| P. Mauro       | ?        | 3       | ?           | ?          | ?            | ?            | ?            | ?            | ?        | 3+     | ?           | ?          |
| E. Passaglia   | ?        | 0       | ?           | ?          | ?            | ?            | ?            | ?            | ?        | 0+     | ?           | ?          |
| C. Pini        | ?        | 0       | ?           | ?          | ?            | ?            | ?            | ?            | ?        | 0+     | ?           | ?          |
| I. Pizzichi    | ?        | 3       | ?           | ?          | ?            | ?            | ?            | ?            | ?        | 3+     | ?           | ?          |
| E. Priami      | ?        | 0       | ?           | ?          | ?            | ?            | ?            | ?            | ?        | 0+     | ?           | ?          |
| S. Staropoli   | ?        | 0       | ?           | ?          | ?            | ?            | ?            | ?            | ?        | 0+     | ?           | ?          |
| V. Tardelli    | ?        | 2       | ?           | ?          | ?            | ?            | ?            | ?            | ?        | 2+     | ?           | ?          |
| C. Ugolini     | ?        | 1       | ?           | ?          | ?            | ?            | ?            | ?            | ?        | 1+     | ?           | ?          |